# John Imbrie
John Imbrie (Penn Yan, 4 de julho de 1925 - 13 de maio de 2016) foi um geólogo estadunidense.